# Elena Efímovna Kuzmina
Elena Efímovna Kuzmina (en ruso: Еле́на Ефи́мовна Кузьмина́; 13 de abril de 1931 – 17 de octubre de 2013) fue una arqueóloga rusa. Fue directora de investigación del Instituto Ruso de Investigaciones Culturales. Dirigió veinticinco expediciones arqueológicas y participó en más de cien, la mayoría en la región de la estepa euroasiática.
Recibió su título de Candidata de Ciencias en arqueología en 1964 en la Universidad Estatal de Moscú y su título de Doktor nauk en 1988. Fue profesora titular de arqueología de 1988 a 2013.
Fue la investigadora principal del Instituto Ruso de Investigación Cultural. También fue académica, miembro de la Academia Rusa de Ciencias Naturales (1988), miembro correspondiente del Instituto Arqueológico Alemán (1982), miembro de la Società Iranologica Europea de Italia (1996) y de la Asociación Europea de Arqueólogos del Sur de Asia.
En 2009, ganó el Premio Mundial de Irán al libro del año por su libro El origen de los indoiraníes.

## Publicaciones
Kuzmina publicó más de 300 artículos y 15 libros sobre la arqueología de las estepas euroasiáticas, los orígenes y migraciones de los indoiraníes, su mitología y artes, y ensayos sobre políticas de museos.
Algunas de sus obras destacadas son:
- "Откуда пришли индоарии" (De dónde vinieron los indo-arios ) (Moscú, 1994)
- "Мифология и искусство скифов и бактрийцев" (Mitología y arte de los escitas y bactrianos ) (Moscú, 2002)
- The Origin of the Indo-Iranians (Elena E. Kuz'mina, editado por JP Mallory ; Brill, 2007)[5]
- La prehistoria de la ruta de la seda (editado por Victor H. Mair; Filadelfia, 2008)[6]

### El origen de los indo-iraníes
El origen de los indoiraníes, que es una versión actualizada y ampliada de ¿De dónde vinieron los indoiraníes?, ha sido llamada su "obra magna" y "el examen más exhaustivo hasta la fecha de los protoindoiraníes", sumando decisivamente su voz al debate sobre los orígenes de los indoiraníes y, más en general, de los indoeuropeos. La tesis presentada en el libro es que una serie de tribus genéticamente relacionadas se consolidaron alrededor de las estepas que representan el horizonte de Andrónovo y que, por diversas razones, las tribus que hablaban lenguas iranias surgieron como las dominantes entre ellas. Kuzmina presenta su caso basado en una extensa evidencia arqueológica. Se espera que el libro forme una base para estudiar el zoroastrismo, proporcionando un trasfondo espacial y temporal para la evidencia literaria fragmentaria, así como para estudiar la civilización tardía de Harappa y la religión prevédica.